# Sarcophyton nanwanensis
Sarcophyton nanwanensis är en korallart som beskrevs av Benayahu och Perkol-Finkel 2004. Sarcophyton nanwanensis ingår i släktet Sarcophyton och familjen läderkoraller. Inga underarter finns listade i Catalogue of Life.